# Gran Premio di superbike di Misano Adriatico 2014
Il Gran Premio di superbike di Misano 2014 è stato la settima prova del mondiale superbike del 2014, nello stesso fine settimana si è corso il settimo gran premio stagionale del mondiale supersport del 2014.
Ritorno nel contesto del mondiale Superbike per la prova di Misano Adriatico, dopo che era stata tolta dal calendario della stagione 2013.
I risultati delle gare vedono Tom Sykes primeggiare in entrambe quelle del mondiale Superbike, con Jules Cluzel che vince quella del mondiale Supersport.

## Superbike

### Gara 1
Fonte
Doppietta in gara 1 per il team Kawasaki Racing, che vede entrambi i suoi piloti sui due gradini più alti del podio, con Tom Sykes primo e Loris Baz secondo. Marco Melandri con la Aprilia RSV4 Factory, aggiudicandosi il terzo posto, sale anche lui sul palco di premiazione.
Per il britannico Sykes, autore della pole position, si tratta della quinta vittoria stagionale, la diciannovesima in carriera nel mondiale Superbike, accompagnata anche dal giro veloce in gara.
Tra i piloti dotati di motociclette con specifiche EVO, migliore in gara risulta David Salom, undicesimo con la Kawasaki ZX-10R.

#### Arrivati al traguardo
| Pos. | Nº  | Pilota           | Squadra                      | Motocicletta               | Giri | Tempo     | Griglia | Punti |
| ---- | --- | ---------------- | ---------------------------- | -------------------------- | ---- | --------- | ------- | ----- |
| 1º   | 1   | Tom Sykes        | Kawasaki Racing              | Kawasaki ZX-10R            | 21   | 33'46.932 | 1º      | 25    |
| 2º   | 76  | Loris Baz        | Kawasaki Racing              | Kawasaki ZX-10R            | 21   | +5.012    | 4º      | 20    |
| 3º   | 33  | Marco Melandri   | Aprilia Racing               | Aprilia RSV4 Factory       | 21   | +6.417    | 5º      | 16    |
| 4º   | 7   | Chaz Davies      | Ducati Superbike             | Ducati 1199 Panigale R     | 21   | +7.783    | 7º      | 13    |
| 5º   | 50  | Sylvain Guintoli | Aprilia Racing               | Aprilia RSV4 Factory       | 21   | +16.248   | 3º      | 11    |
| 6º   | 24  | Toni Elías       | Red Devils Roma              | Aprilia RSV4 Factory       | 21   | +17.399   | 6º      | 10    |
| 7º   | 65  | Jonathan Rea     | Pata Honda                   | Honda CBR1000RR            | 21   | +21.162   | 8º      | 9     |
| 8º   | 34  | Davide Giugliano | Ducati Superbike             | Ducati 1199 Panigale R     | 21   | +26.393   | 2º      | 8     |
| 9º   | 58  | Eugene Laverty   | Voltcom Crescent Suzuki      | Suzuki GSX-R1000           | 21   | +26.842   | 9º      | 7     |
| 10º  | 91  | Leon Haslam      | Pata Honda                   | Honda CBR1000RR            | 21   | +40.600   | 12º     | 6     |
| 11º  | 44  | David Salom      | Kawasaki Racing              | Kawasaki ZX-10R EVO        | 21   | +42.064   | 13º     | 5     |
| 12º  | 59  | Niccolò Canepa   | Althea Racing                | Ducati 1199 Panigale R EVO | 21   | +46.804   | 10º     | 4     |
| 13º  | 71  | Claudio Corti    | MV Agusta Reparto Corse      | MV Agusta F4 RR            | 21   | +48.909   | 16º     | 3     |
| 14º  | 112 | Ivan Goi         | Barni Racing                 | Ducati 1199 Panigale R EVO | 21   | +50.429   | 18º     | 2     |
| 15º  | 52  | Sylvain Barrier  | BMW Motorrad Italia          | BMW S1000 RR EVO           | 21   | +52.452   | 17º     | 1     |
| 16º  | 11  | Jérémy Guarnoni  | MRS Kawasaki                 | Kawasaki ZX-10R EVO        | 21   | +1:02.476 | 22º     |       |
| 17º  | 48  | Riccardo Russo   | Team Pedercini               | Kawasaki ZX-10R EVO        | 21   | +1:11.815 | 23º     |       |
| 18º  | 67  | Bryan Staring    | Iron Brain Grillini Kawasaki | Kawasaki ZX-10R EVO        | 21   | +1:23.649 | 25º     |       |
| 19º  | 56  | Péter Sebestyén  | BMW Team Toth                | BMW S1000 RR EVO           | 20   | +1 giro   | 27º     |       |

#### Ritirati
| Nº | Pilota               | Squadra                      | Motocicletta               | Giri | Griglia |
| -- | -------------------- | ---------------------------- | -------------------------- | ---- | ------- |
| 32 | Sheridan Morais      | Iron Brain Grillini Kawasaki | Kawasaki ZX-10R EVO        | 18   | 19º     |
| 22 | Alex Lowes           | Voltcom Crescent Suzuki      | Suzuki GSX-R1000           | 12   | 11º     |
| 20 | Aaron Yates          | Hero EBR                     | EBR 1190 RX                | 10   | 26º     |
| 9  | Fabien Foret         | Mahi Racing Team India       | Kawasaki ZX-10R EVO        | 9    | 20º     |
| 15 | Matteo Baiocco       | Grandi Corse by A.P. Racing  | Ducati 1199 Panigale R EVO | 7    | 14º     |
| 21 | Alessandro Andreozzi | Team Pedercini               | Kawasaki ZX-10R EVO        | 5    | 24º     |
| 99 | Geoff May            | Hero EBR                     | EBR 1190 RX                | 4    | 28º     |

#### Non partiti
| Nº | Pilota         | Squadra            | Motocicletta    |
| -- | -------------- | ------------------ | --------------- |
| 10 | Imre Tóth      | BMW Team Toth      | BMW S1000 RR    |
| 30 | Michaël Savary | Dream Team Company | MV Agusta F4 RR |

#### Fuori classifica
La Bimota BB3, motocicletta portata in gara dal team Bimota Alstare, partecipa al campionato anche se non ha ancora ottenuto l'omologazione da parte della FIM, pertanto i piazzamenti dei due piloti non vengono considerati, quindi non gli vengono assegnati punti per le classifiche mondiali.
| Nº | Pilota          | Squadra        | Motocicletta   | Giri | Tempo   | Griglia |
| -- | --------------- | -------------- | -------------- | ---- | ------- | ------- |
| 86 | Ayrton Badovini | Bimota Alstare | Bimota BB3 EVO | 21   | +46.219 | 15º     |
| 2  | Christian Iddon | Bimota Alstare | Bimota BB3 EVO | 21   | +53.155 | 21º     |

### Gara 2
Fonte
Vittoria anche nella seconda gara per Tom Sykes, che dopo aver vinto gara 1 si ripete anche in questa, realizzando in questo modo una personale doppietta di giornata. Il pilota britannico del team Kawasaki Racing, alla guida della Kawasaki ZX-10R, porta a compimento così la ventesima vittoria della sua carriera nel mondiale Superbike, sesta in questa stagione agonistica. Alle spalle di Sykes si ripropone lo stesso podio di gara uno, con Loris Baz secondo e Marco Melandri terzo.
Con i 50 punti totalizzati in questo GP, Sykes rafforza ulteriormente la sua leadership nella classifica mondiale, portando a 39 i punti di vantaggio sul secondo in classifica, Sylvain Guintoli (il francese non è riuscito a salire sul podio in queste due gare di Misano), mentre Loris Baz (con moto identica a quella di Sykes), grazie ai due piazzamenti a podio di queste due gare, sale al terzo posto con un ritardo di 41 punti.

#### Arrivati al traguardo
| Pos. | Nº  | Pilota               | Squadra                      | Motocicletta               | Giri | Tempo     | Griglia | Punti |
| ---- | --- | -------------------- | ---------------------------- | -------------------------- | ---- | --------- | ------- | ----- |
| 1º   | 1   | Tom Sykes            | Kawasaki Racing              | Kawasaki ZX-10R            | 21   | 33'55.695 | 1º      | 25    |
| 2º   | 76  | Loris Baz            | Kawasaki Racing              | Kawasaki ZX-10R            | 21   | +3.083    | 4º      | 20    |
| 3º   | 33  | Marco Melandri       | Aprilia Racing               | Aprilia RSV4 Factory       | 21   | +3.413    | 5º      | 16    |
| 4º   | 50  | Sylvain Guintoli     | Aprilia Racing               | Aprilia RSV4 Factory       | 21   | +5.092    | 3º      | 13    |
| 5º   | 65  | Jonathan Rea         | Pata Honda                   | Honda CBR1000RR            | 21   | +18.975   | 8º      | 11    |
| 6º   | 24  | Toni Elías           | Red Devils Roma              | Aprilia RSV4 Factory       | 21   | +19.365   | 6º      | 10    |
| 7º   | 58  | Eugene Laverty       | Voltcom Crescent Suzuki      | Suzuki GSX-R1000           | 21   | +20.177   | 9º      | 9     |
| 8º   | 22  | Alex Lowes           | Voltcom Crescent Suzuki      | Suzuki GSX-R1000           | 21   | +20.439   | 11º     | 8     |
| 9º   | 34  | Davide Giugliano     | Ducati Superbike             | Ducati 1199 Panigale R     | 21   | +33.820   | 2º      | 7     |
| 10º  | 44  | David Salom          | Kawasaki Racing              | Kawasaki ZX-10R EVO        | 21   | +42.156   | 13º     | 6     |
| 11º  | 52  | Sylvain Barrier      | BMW Motorrad Italia          | BMW S1000 RR EVO           | 21   | +43.581   | 17º     | 5     |
| 12º  | 91  | Leon Haslam          | Pata Honda                   | Honda CBR1000RR            | 21   | +51.993   | 12º     | 4     |
| 13º  | 112 | Ivan Goi             | Barni Racing                 | Ducati 1199 Panigale R EVO | 21   | +53.714   | 18º     | 3     |
| 14º  | 48  | Riccardo Russo       | Team Pedercini               | Kawasaki ZX-10R EVO        | 21   | +59.316   | 23º     | 2     |
| 15º  | 21  | Alessandro Andreozzi | Team Pedercini               | Kawasaki ZX-10R EVO        | 21   | +1:00.914 | 24º     | 1     |
| 16º  | 59  | Niccolò Canepa       | Althea Racing                | Ducati 1199 Panigale R EVO | 21   | +1:01.839 | 10º     |       |
| 17º  | 71  | Claudio Corti        | MV Agusta Reparto Corse      | MV Agusta F4 RR            | 21   | +1:07.178 | 16º     |       |
| 18º  | 67  | Bryan Staring        | Iron Brain Grillini Kawasaki | Kawasaki ZX-10R EVO        | 21   | +1:13.510 | 25º     |       |
| 19º  | 56  | Péter Sebestyén      | BMW Team Toth                | BMW S1000 RR EVO           | 21   | +1:31.715 | 27º     |       |

#### Ritirati
| Nº | Pilota          | Squadra                      | Motocicletta           | Giri | Griglia |
| -- | --------------- | ---------------------------- | ---------------------- | ---- | ------- |
| 11 | Jérémy Guarnoni | MRS Kawasaki                 | Kawasaki ZX-10R EVO    | 17   | 22º     |
| 99 | Geoff May       | Hero EBR                     | EBR 1190 RX            | 16   | 28º     |
| 7  | Chaz Davies     | Ducati Superbike             | Ducati 1199 Panigale R | 15   | 7º      |
| 32 | Sheridan Morais | Iron Brain Grillini Kawasaki | Kawasaki ZX-10R EVO    | 10   | 19º     |

#### Non partiti
| Nº | Pilota         | Squadra                     | Motocicletta               | Griglia |
| -- | -------------- | --------------------------- | -------------------------- | ------- |
| 15 | Matteo Baiocco | Grandi Corse by A.P. Racing | Ducati 1199 Panigale R EVO | 14º     |
| 9  | Fabien Foret   | Mahi Racing Team India      | Kawasaki ZX-10R EVO        | 20º     |
| 20 | Aaron Yates    | Hero EBR                    | EBR 1190 RX                | 26º     |
| 10 | Imre Tóth      | BMW Team Toth               | BMW S1000 RR               |         |
| 30 | Michaël Savary | Dream Team Company          | MV Agusta F4 RR            |         |

#### Fuori classifica
La Bimota BB3, motocicletta portata in gara dal team Bimota Alstare, partecipa al campionato anche se non ha ancora ottenuto l'omologazione da parte della FIM, pertanto i piazzamenti dei due piloti non vengono considerati, quindi non gli vengono assegnati punti per le classifiche mondiali.
| Nº | Pilota          | Squadra        | Motocicletta   | Giri | Tempo    | Griglia |
| -- | --------------- | -------------- | -------------- | ---- | -------- | ------- |
| 86 | Ayrton Badovini | Bimota Alstare | Bimota BB3 EVO | 21   | +43.176  | 15º     |
| 2  | Christian Iddon | Bimota Alstare | Bimota BB3 EVO | 2    | Ritirato | 21º     |

## Supersport
Fonte
Seconda vittoria stagionale, dopo la prima di Phillip Island, per Jules Cluzel con la MV Agusta F3 675 del team MV Agusta Reparto Corse, con Michael van der Mark secondo sul traguardo con la Honda CBR600RR del team Pata Honda e Patrick Jacobsen terzo a completare il podio con la Kawasaki ZX-6R del team Kawasaki Intermoto Ponyexpres.
Al termine di questa gara, la classifica mondiale vede van der Mark confermarsi leader con 135 punti, seguito da Cluzel con 107 punti (che guadagna cinque punti sul primo posto portandosi adesso a meno 28 punti) e terzo Florian Marino (solo settimo sul traguardo di questa gara) con 85 punti totali.

### Arrivati al traguardo
| Pos. | Nº  | Pilota                | Squadra                       | Motocicletta     | Giri | Tempo     | Griglia | Punti |
| ---- | --- | --------------------- | ----------------------------- | ---------------- | ---- | --------- | ------- | ----- |
| 1º   | 16  | Jules Cluzel          | MV Agusta Reparto Corse       | MV Agusta F3 675 | 19   | 31'40.587 | 1º      | 25    |
| 2º   | 60  | Michael van der Mark  | Pata Honda                    | Honda CBR600RR   | 19   | +1.537    | 2º      | 20    |
| 3º   | 99  | Patrick Jacobsen      | Kawasaki Intermoto Ponyexpres | Kawasaki ZX-6R   | 19   | +3.400    | 8º      | 16    |
| 4º   | 54  | Kenan Sofuoğlu        | Mahi Racing Team India        | Kawasaki ZX-6R   | 19   | +5.638    | 4º      | 13    |
| 5º   | 5   | Roberto Tamburini     | San Carlo Puccetti Racing     | Kawasaki ZX-6R   | 19   | +9.923    | 9º      | 11    |
| 6º   | 26  | Lorenzo Zanetti       | Pata Honda                    | Honda CBR600RR   | 19   | +11.018   | 6º      | 10    |
| 7º   | 21  | Florian Marino        | Kawasaki Intermoto Ponyexpres | Kawasaki ZX-6R   | 19   | +14.714   | 7º      | 9     |
| 8º   | 88  | Kev Coghlan           | DMC Panavto-Yamaha            | Yamaha YZF R6    | 19   | +17.365   | 12º     | 8     |
| 9º   | 14  | Ratthapark Wilairot   | Core PTR Honda                | Honda CBR600RR   | 19   | +21.337   | 5º      | 7     |
| 10º  | 44  | Roberto Rolfo         | Team Go Eleven                | Kawasaki ZX-6R   | 19   | +22.215   | 13º     | 6     |
| 11º  | 10  | Alessandro Nocco      | San Carlo Puccetti Racing     | Kawasaki ZX-6R   | 19   | +22.407   | 14º     | 5     |
| 12º  | 4   | Jack Kennedy          | CIA Insurance Honda           | Honda CBR600RR   | 19   | +22.641   | 10º     | 4     |
| 13º  | 19  | Kevin Wahr            | RS Wahr by Kraus Racing       | Yamaha YZF R6    | 19   | +28.443   | 16º     | 3     |
| 14º  | 155 | Massimo Roccoli       | MV Agusta Reparto Corse       | MV Agusta F3 675 | 19   | +30.202   | 11º     | 2     |
| 15º  | 11  | Christian Gamarino    | Team Go Eleven                | Kawasaki ZX-6R   | 19   | +33.760   | 20º     | 1     |
| 16º  | 53  | Valentin Debise       | Com Plus SMS Racing           | Honda CBR600RR   | 19   | +40.917   | 21º     |       |
| 17º  | 61  | Fabio Menghi          | VFT Racing                    | Yamaha YZF R6    | 19   | +40.926   | 19º     |       |
| 18º  | 9   | Tony Coveña           | Kawasaki Intermoto Ponyexpres | Kawasaki ZX-6R   | 19   | +41.457   | 24º     |       |
| 19º  | 25  | Alex Baldolini        | ATK Racing                    | MV Agusta F3 675 | 19   | +45.086   | 17º     |       |
| 20º  | 35  | Raffaele De Rosa      | CIA Insurance Honda           | Honda CBR600RR   | 19   | +50.237   | 3º      |       |
| 21º  | 87  | Luca Marconi          | Team Lorini                   | Honda CBR600RR   | 19   | +53.122   | 23º     |       |
| 22º  | 28  | Ferruccio Lamborghini | Team Lorini                   | Honda CBR600RR   | 19   | +53.129   | 18º     |       |
| 23º  | 7   | Nacho Calero          | CIA Insurance Honda           | Honda CBR600RR   | 19   | +1:22.010 | 25º     |       |

### Ritirati
| Nº  | Pilota           | Squadra            | Motocicletta   | Giri | Griglia |
| --- | ---------------- | ------------------ | -------------- | ---- | ------- |
| 24  | Marco Bussolotti | Team Lorini        | Honda CBR600RR | 11   | 15º     |
| 161 | Alexey Ivanov    | DMC Panavto-Yamaha | Yamaha YZF R6  | 2    | 22º     |